# Porto Montenegro
Porto Montenegro je luksuzna marina za jahte i nautičko naselje koje se nalazi u Tivtu. Predstavlja jednu od najluksuznijih marina na Jadranu. U kompleksu se nalazi marina (450 vezova za jahte dužine od 12 do 250 metara), rezidencije, poslovni prostori, Hotel "Regent Porto Montenegro" sa 5 zvjezdica, Zbirka pomorskog nasleđa sa vrijednim muzejskim eksponatima, smještena u rekonstruisanoj zgradi nekada Austrougarske pilane, Jaht klub, Međunarodna škola "Knightsbridge School International Montenegro".

### Istorija
Konstrukcija je izvršena na mjestu nekadašnjeg Mornaričko-tehničkog remontnog zavoda "Sava Kovačević" poznatijeg u narodu kao Arsenal. Ovo atraktivno mjesto je dato na javnu aukciju u 2006. godini i kupljeno je od strane Kanađanina Pitera Manka. Od 2016. godine projekat prelazi u vlasništvo Investment Corporation of Dubai (ICD).

### Marina
Marina Porto Montenegro nalazi se u Bokokotorskom zalivu najvećem zalivu Jadranskog mora (87 km²). Nakon posljednjeg proširenja, marina može da primi jahte do 250m dužine. Trenutni kapacitet marine je 450 vezova, sa ukupno 850 planiranih do završetka projekta, od čega će 311 biti posebno za superjahte. Marina Porto Montenegro odlikovana je: ACREW „Najbolja marina za superjahte na svijetu“, “TYHA Platinum Marina Award”, “5 Gold Anchor Platinum” i TYHA “Clean Marina accreditation”. U sklopu marine nalaze se: sportski klub, jedriličarski klub i klub za posadu.
GPS lokacija Marine Porto Montenegro: 42˚26.03’N 018˚41.33’E

### Rezidencije i hoteli
Naselje Porto Montenegro izgrađeno je u stilu tradicionalnih crnogorskih gradova, stanovi u naselju su različitog tipa: studio apartman, jednosoban stan, dvosoban stan, trosoban stan i penthaus smješteni u individualno projektovanim zgradama, visine do 5 spratova. 
Prvi dio projekta nazvan “Južno naselje” završen je 2020. godine i sastoji se od 7 zgrada (Teuta, Zeta, Ozana, Milena, Tara, Ksenija i Elena) kapaciteta 230 rezidencija, Regent Pool Club (Aqua i Baia) kapaciteta 129 rezidencija i Hotela Regent Porto Montenegro kapaciteta 86 soba.
Sledeći dio projekta je “Boka Place” novo naselje koje je trenutno u procesu izgradnje, završetak projekta se očekuje 2024. godine. Po završetku projekta naselje će raspolagati sa 69 privatnih rezidencija i 144 rezidencije kojima će upravljati hotel Siro.

### Prodavnice i restorani
Maloprodajni objekti Porto Montenegro kombinuju domaće proizvode i međunarodne brendove. Prodavnice su grupisane u zonama sa dizajnerskim modnim buticima raspoređenim oko “Venice Square”. Trenutno postoji preko 3.500 kvadratnih metara maloprodajnog prostora sa kafićima i restoranima koji nude italijansku, mediteransku, meksičku, kinesku kuhinju. Takođe naselje raspolaže pekarom, bankom, supermarketom, frizerskim salonom i spa centrom, brokerima za jahte i pomorskim uslugama.

## Spoljašnje veze
- Portomontenegro.com